# 고성 도산서원
고성 도산서원(固城 道山書院)은 대한민국 경상남도 고성군 구만면 화림리에 있는 서원이다.
1983년 7월 20일 경상남도의 문화재자료 제35호 도산서원으로 지정되었다가, 2018년 12월 20일 현재의 명칭으로 변경되었다.

## 개요
조선 인조 1년(1623)에 왜적을 물리친 최균과 최강 두 형제의 공을 높이 새기고, 이것을 추모하기 위한 서원이다.
지방 유지들이 세운 사액서원으로 고종 7년(1870)에 다시 세워서 현재에 이르고 있다.
건물의 배치는 맨 뒤에 사당인 숭의사를 두고, 강당을 중심으로 왼쪽과 오른쪽에 진수재와 홍학재가 있으며 대문인 양지문이 ㅁ자 형태를 이루고 있다.
강당은 앞면 4칸·옆면 2칸 규모로, 지붕은 옆면에서 볼 때 여덟 팔(八)자 모양인 팔작지붕이다. 양지문은 앞면 3칸·옆면 1칸 규모를 가진 솟을대문으로 가운데 1칸은 출입문으로 사용한다. 양지문 왼편에는 앞면 3칸·옆면 2칸 규모의 홍학재를, 오른편에는 앞면 4칸·옆면 2칸 크기를 가진 진수재를 배치하였다.

## 참고 자료
- 고성 도산서원 - 국가유산청 국가유산포털